# Årets europé i Sverige

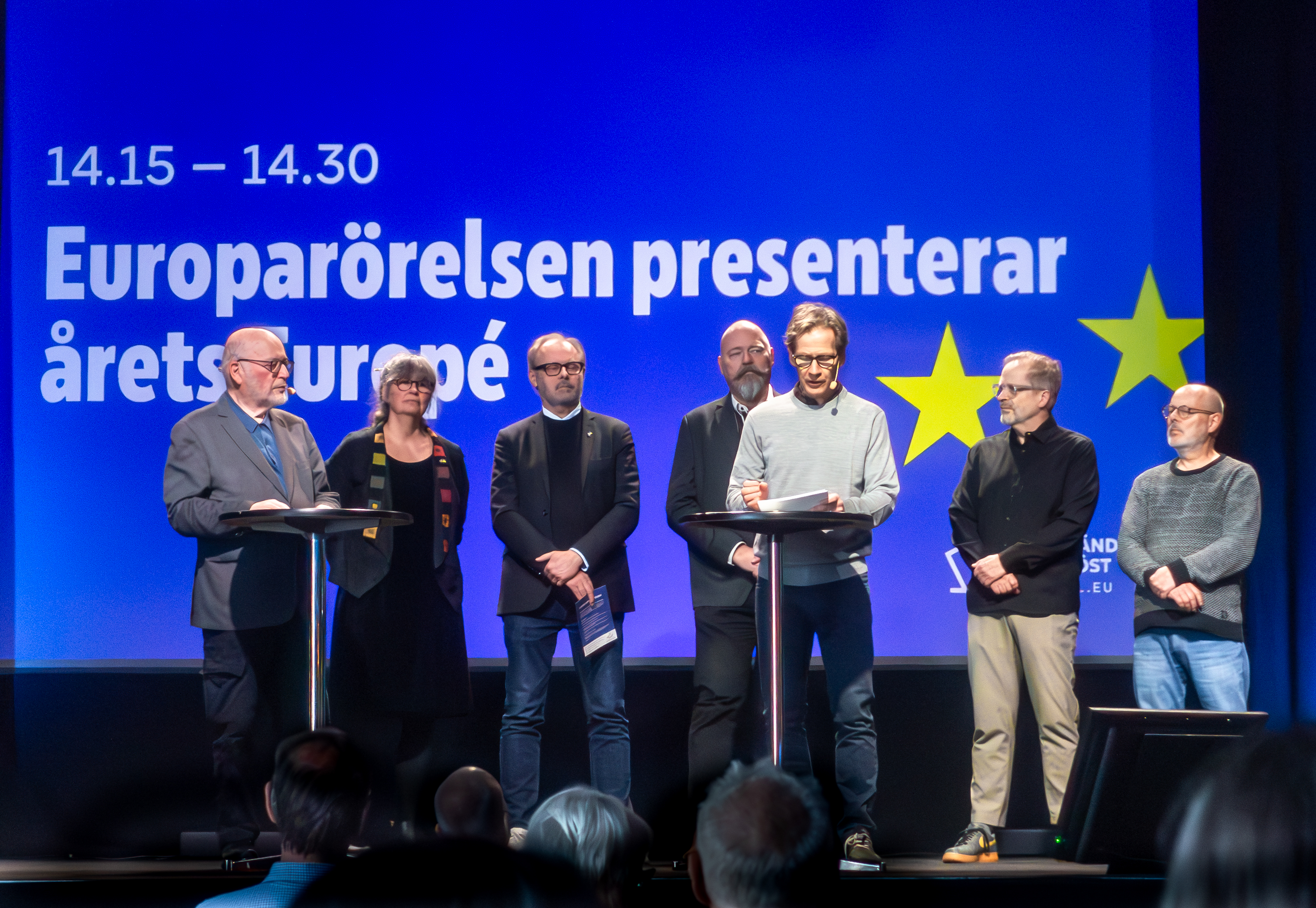
Aktionsgruppen Ryssland ut ur Ukraina är Årets Europé 2024.

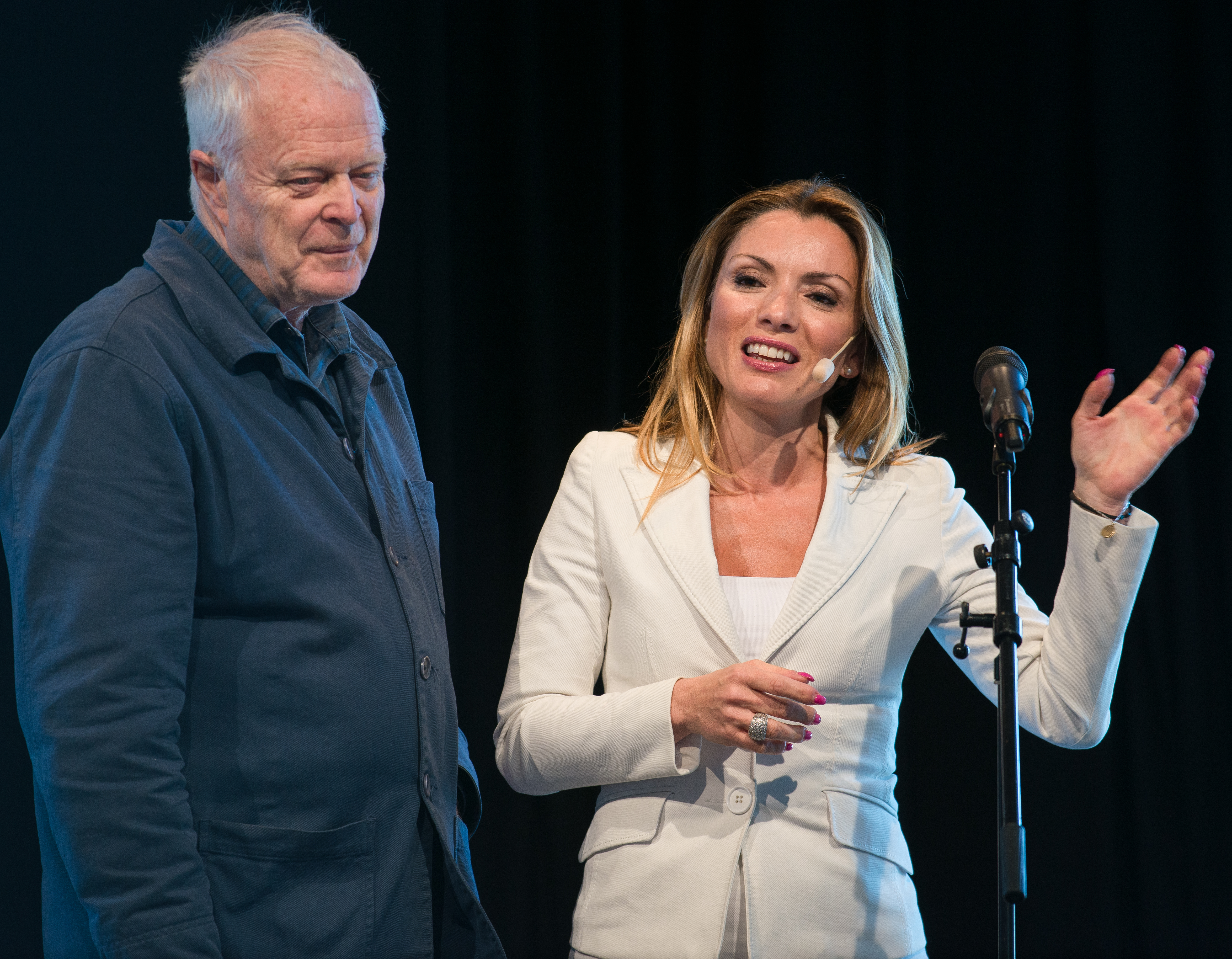
Thomas Hammarberg, pristagare 2011, och Alexandra Pascalidou, pristagare 2015.

Årets Europé i Sverige är ett pris som delas ut av Svenska Europarörelsen (f.d. Europarörelsen i Sverige) sedan 1995 i samband med firandet av Europadagen den 9 maj.  Priset Årets Europé instiftades 1995.
Sen 2012 har Svenska Europarörelsen bjudit organisationerna Svenska Paneuropaföreningen, Svenska Kvinnors Europanätverk och enskilda journalister, enskilda med koppling till arbetsmarknadens parter och kulturpersonligheter till att vara med i den jury som utser Årets Europé. Till 2014 års jury tillkom också Unga Européer.

## Pristagare
| År   | Pristagare                                                                              |
| ---- | --------------------------------------------------------------------------------------- |
| 1995 | Marit Paulsen                                                                           |
| 1996 | Ulf Lundell och Leif Jansson för Ship to Bosnia                                         |
| 1997 | Carl Bildt                                                                              |
| 1998 | Theodor Kallifatides                                                                    |
| 1999 | Hédi Fried                                                                              |
| 2000 | Lukas Moodysson och Peter Birro för Det nya landet                                      |
| 2001 | inget pris delades ut                                                                   |
| 2002 | Fem i tolv-rörelsen                                                                     |
| 2003 | inget pris delades ut                                                                   |
| 2004 | Anna Lindh (postumt)                                                                    |
| 2005 | Christina Wahrolin                                                                      |
| 2006 | Jasenko Selimovic                                                                       |
| 2007 | Anita Gradin                                                                            |
| 2008 | Elmire af Geijerstam, chef för Sveriges Kommuner och Landstings internationella sektion |
| 2009 | Lütfi Özkök                                                                             |
| 2010 | Margot Wallström                                                                        |
| 2011 | Thomas Hammarberg                                                                       |
| 2012 | Inget pris delades ut                                                                   |
| 2013 | Marika Markovits                                                                        |
| 2014 | Anders Selnes                                                                           |
| 2015 | Alexandra Pascalidou                                                                    |
| 2016 | Jonas Berg                                                                              |
| 2017 | Tilde Björfors                                                                          |
| 2018 | Richard Swartz                                                                          |
| 2019 | Greta Thunberg                                                                          |
| 2020 | Cecilia Malmström                                                                       |
| 2021 | Allan Larsson                                                                           |
| 2022 | Alesia Rudnik                                                                           |
| 2023 | Alina Zubkovych och Alyona Kashyna                                                      |
| 2024 | Aktionsgruppen Ryssland ut ur Ukraina                                                   |

## Källhänvisning
- ”Europarörelsen i Sverige”. Arkiverad från originalet den 19 februari 2017. https://web.archive.org/web/20170219031750/http://user.tninet.se/~wdq435n/ER%20new/. Läst 18 februari 2016.
- ”Årets Europé - Svenska Europarörelsen”. https://svenskaeuroparorelsen.se/arets-europe/. Läst 18 februari 2016.